# Tauromachia
La tauromachia è uno spettacolo diffuso, specie in tempi antichi, nel mondo mediterraneo. Consiste in un combattimento di bovini tra loro, di uomini contro bovini o di bovini contro altri animali. Se ne hanno notizie già nel II millennio a.C.; si diffuse anche nella Grecia antica, specie durante i festeggiamenti. Gli animali impiegati sono soprattutto maschi adulti (tori), ma non mancano casi in cui si impiegano vacche, vitelli o maschi castrati (buoi).
Il termine include anche forme successive di combattimenti con i tori, quali la corrida di tradizione spagnola.

## La tauromachia cretese

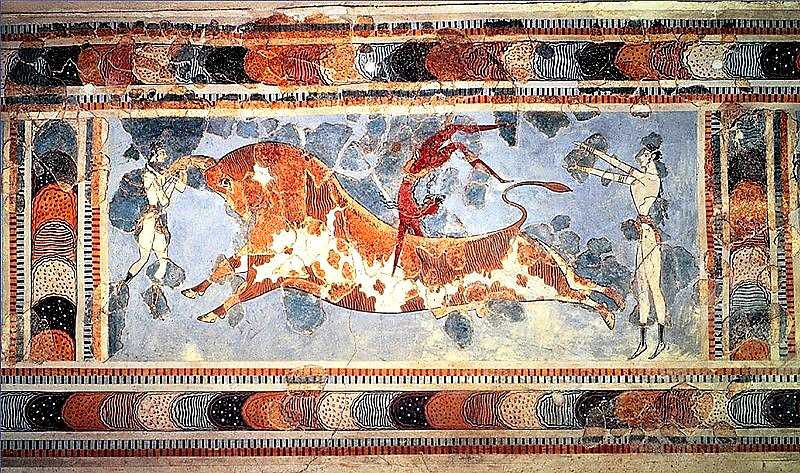
LAffresco della taurocatapsia proveniente dal Palazzo di Cnosso (1700-1400 a.C.), raffigurante il cosiddetto "salto del toro"

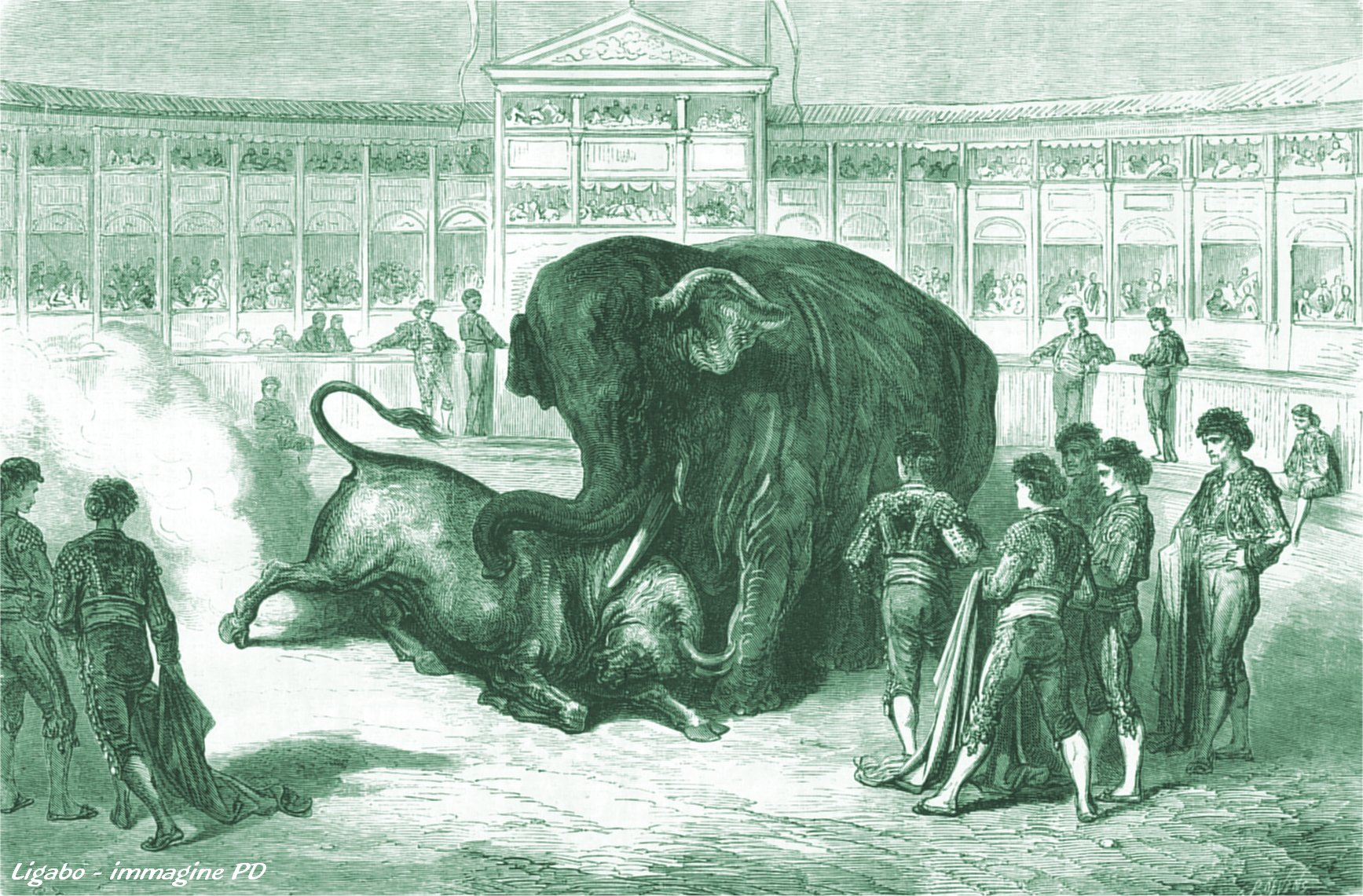
Tauromachia in una rappresentazione del 1865 a Madrid

Nella civiltà minoica-micenea il toro è una presenza significativa, come testimoniano affreschi (il dipinto del palazzo di Cnosso è probabilmente il più celebre in assoluto), bassorilievi e sigilli che offrono rappresentazioni della cerimonia chiamata taurocatapsia (in greco ταυροκαθαψία, "salto del toro"): in essa il sacerdote-acrobata si lanciava verso l'animale in corsa, afferrandolo frontalmente per le corna ed eseguendo una capriola sul dorso del toro sfruttando il contraccolpo delle corna. È possibile che successivamente l'animale venisse sacrificato. Questi esercizi erano sostanzialmente identici all'attuale corrida de recortes, una forma incruenta di tauromachia spagnola.
Non è noto se le donne potessero partecipare a questo tipo di manifestazione. Alcuni storici propendono per una risposta affermativa, dato che nell'affresco riprodotto nel palazzo di Cnosso sono presenti due donne (una cerca di tenere fermo il toro per le corna mentre l'altra aiuta l'atleta a saltare sull'animale) raffigurate con una carnagione molto chiara: altri invece si mostrano più scettici, sostenendo che si tratti solo di un effetto di scoloritura dovuto al trascorrere dei secoli.
C'è anche chi si rifà a queste antiche pratiche per spiegare l'origine delle espressioni tradizionali "prendere il toro per le corna" e "tagliare la testa al toro", ma sull'argomento i pareri sono tutt'altro che concordi.

## Forme moderne
La forma moderna di tauromachia più nota e diffusa è la corrida, con protagonisti il toro e il torero, ma molti altri tipi di combattimento o gioco con i bovini sono praticati in diversi paesi sia dell'Europa che dell'America.

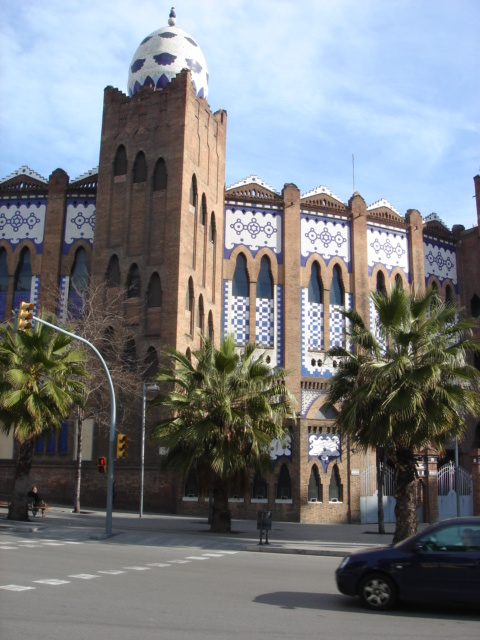
Scorcio della plaza de toros di Barcellona, già nota come El Sport e ribattezzata La Monumental dopo l'ampliamento del 1916.

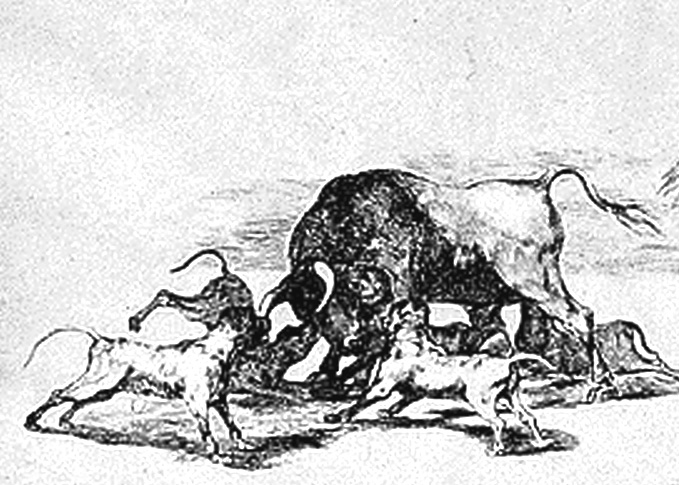
Combattimento di un toro con i cani (particolare di un'incisione di Francisco Goya della serie La tauromaquia, 1816).

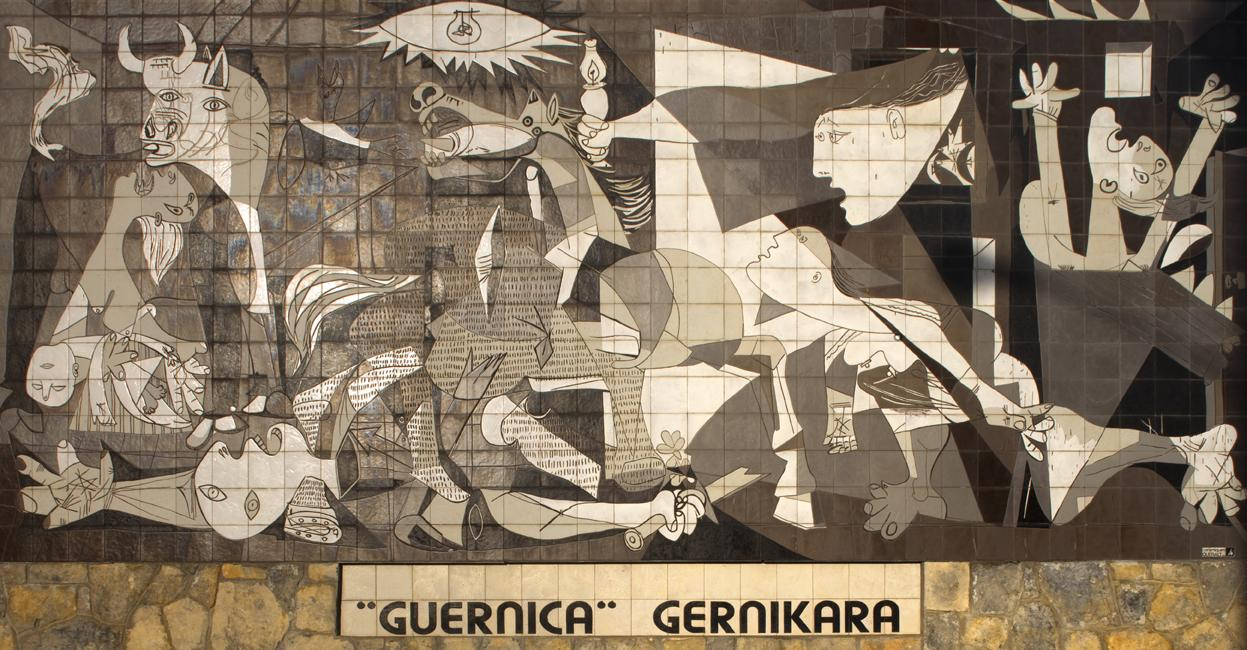
Murale in piastrelle del celebre dipinto di Pablo Picasso Guernica, installato nella stessa città di Guernica.

### Spagna, Messico, Colombia e altri paesi ispano-americani
- La Corrida de toros
- Il Toro embolado
- La Capea
- La Corrida de recortes o Concurso de recortadores
- Gli Encierros
- I Toros en la calle, che in Catalogna prendono il nome di Bous al carrer
- La corraleja

### Francia
- La Course à la cocarde o Course camarguaise
- La Course landaise
- L'Abrivado
- La Ferrade

### Portogallo
- La Lide a cavalo
- La Tourada da corda

### Inghilterra
- Il bull-baiting

### Italia
- La Caccia alla giovenca di Guasila
- La Fuga del Bove di Montefalco
- La Bataille de reines valdostana
- Lu Bov Fint di Offida

### Venezuela
- Il Coleo

### Stati Uniti d'America
- Diverse specialità del rodeo (monta dei tori, marcatura e simili).
- La Bloodless bullfight, corrida alla spagnola senza spargimento di sangue, diffusa specialmente nelle aree un tempo occupate dagli spagnoli.

## Nell'arte

### Architettura
Tralasciando gli anfiteatri dell'antichità romana, che ospitavano diversi generi di spettacoli con animali, a partire dal Settecento la tauromachia ha dato origine in paesi europei come la Spagna, il Portogallo o il sud della Francia e in quelli americani di colonizzazione spagnola (Messico, America centrale e gran parte del Sudamerica) a una specifica struttura architettonica per i combattimenti dei tori e le corride in particolare. È la cosiddetta Plaza de toros, o Circo Taurino, un edificio in muratura che racchiude al proprio interno l'arena in terra battuta per lo spettacolo vero e proprio, le più ampie delle quali sono la Plaza México a Città del Messico, realizzata nel 1946 e che può contenere quasi 50.000 spettatori seduti (oltre 100.000 in piedi), La Monumental di Valencia in Venezuela, innalzata nel 1968 dall'architetto venezuelano Peter Kurt Albers Acosta per 25.000 posti a sedere e Las Ventas a Madrid, progettata dall'architetto José Espeliu nel 1931 con una capienza di 25.000 spettatori. Più antica è La Monumental di Barcellona, nota per ospitare al proprio interno il Museo Taurino in cui sono conservati gli abiti di famosi toreri, teste di tori celebri, documenti storici e altri oggetti relativi al mondo della tauromachia.

### Pittura
Come accennato, la tauromachia ha ispirato gli artisti fin dall'antichità. In particolare ha ispirato gli autori spagnoli, per il suo forte radicamento nella tradizione popolare di questo paese. Celebri sono ad esempio le incisioni della serie chiamata appunto Tauromachia, realizzata da Francisco Goya tra il 1814 e il 1816 per illustrare, nell'eterna lotta fra tori e toreri, una sorta di allegoria della vicenda umana.
Con "tauromachia" ci si può riferire anche al periodo fra gli anni trenta e quaranta in cui il pittore Pablo Picasso eseguì lavori, per la maggior parte in china su carta e cartone, raffiguranti tori, corride e minotauri. Nel periodo in cui l'artista condivise la sua vita artistica e sentimentale con la fotografa Dora Maar, l'iconografia mitologica prese un posto preponderante nella sua rappresentazione del mondo, arrivando a identificarsi con il Minotauro che incarna la dualità dei rapporti fra uomo e donna, fra bestialità e innocenza. Questo simbolismo potrebbe risalire all'origine spagnola del pittore e all'emblema nazionale spagnolo del toro. L'animale è stato spesso protagonista di capolavori creati con pennini e pennelli in scene di lotta con toreri o di intimità con donne nude, ispirate alla mitologia greca e a quella cretese del Minotauro. Questi lavori furono realizzati anche su tele e pezzi di ceramica come piatti, anfore o centrotavola, dove la figura del toro era caratteristica e dominava l'opera attraverso una serie di contrasti di colori, molto spesso tra il bianco e nero; che rappresentino o meno una corrida, i forti contrasti cromatici riflettono i contrasti della vita e della morte (inevitabile il riferimento al suo celebre Guernica).
Alla tauromachia si è comunque interessata anche la pittura tendente all'astrattismo dell'artista statunitense Ralston Crawford.